# Toni Gruber
Toni Gruber (* 26. Oktober 1943 in Weiler im Allgäu; † 15. Oktober 2023) war ein deutscher Motorradrennfahrer.

## Biografie

### Rennkarriere
Toni Gruber entdeckte neben der Musik früh seine Leidenschaft fürs Motorrad und nahm bereits mit 20 Jahren am ersten Rennen teil. Er fuhr von 1964 bis 1973 auf NSU Sportmax, Bultaco, Norton, Maico und Yamaha Straßenrennen, zuerst als Ausweis- , ab 1967 als Lizenzfahrer, ab 1968 mit internationaler Lizenz. Von 1969 bis 1972 nahm er an den Läufen zur Motorrad-Weltmeisterschaft teil.
Gruber errang viele Siege auf Europas Rennstrecken, brachte es zweimal bis zum deutschen Vizemeister und auf den sechsten in der 125-cm³-Weltmeisterschaft 1970.

#### Als Renn- und Versuchsfahrer bei Maico
Gruber war ab 1967 bei Maico Werksfahrer und so für Motorradrennen und -erprobungen in ganz Europa unterwegs.
In den 1960er- und 1970er-Jahren hatte die Firma Maico eine dominierende Stellung im Motorradgeländesport errungen. Die Firmenleitung konzentrierte alle Aktivitäten auf dieses Geschäftsfeld und wurde von einer insgeheim im eigenen Haus entwickelten Straßenrennmaschine überrascht. Der österreichische Diplom-Ingenieur und Leiter der Entwicklungsabteilung Günther Schier hatte große Erwartungen in den Drehschiebermotor gesetzt und trotz anderslautender Firmenvorgabe nach und nach dessen Leistung verdoppelt.
Zwei Fahrer, die später auch das erste Werksteam bildeten, erhielten 1968 auf dem Prototyp ihre Chance und nutzen sie. Manfred Bernsee wurde Juniorenpokal-Meister (Ausweisklasse) und Toni Gruber gewann in der Lizenzklasse die internationalen Rennen in Grödig bei Salzburg und Nova Gorica in Jugoslawien. Maico revidierte daraufhin seine restriktive Haltung und ließ im Winterhalbjahr von 1968/69 die erste Serie von 40 125er Maico-Rennmaschinen MD 125 RS2 bauen, die fast alle von Ausweisfahrern gekauft wurden. So übernahm Maico gleich im ersten Jahr eine dominierende Rolle im Juniorenpokal und gab sie bis Mitte der 1970er Jahre nicht mehr ab. Herausragender Fahrer der Saison 1969 war Erich Brandl, der vor vier weiteren Maico-RS2-Fahrern den Juniorenpokal gewann.
Nach dem Auflegen einer leicht modifizierten zweiten Serie MD 125 RS2 fuhr 1970 in der Ausweisklasse gut die Hälfte des 125er Starterfeldes auf Maico, man nannte deshalb diese Disziplin bereits den „Maico-Cup“. Die Liste der Sieger im Juniorenpokal reichte von Walter Wurster 1971, über Peter Frohnmeyer 1972, Wolfgang Rubel 1973, Rolf Thiele 1974 und Wulf Gerstenmaier 1976. Maico dominierte auch in der Deutschen Meisterschaft mit ersten Plätzen: 1971 und 1972 Gert Bender, 1973 Paul Eickelberg sowie 1974 und 1975 Fritz Reitmeier.
Für die Lizenzklasse verstärkte Maico 1969 sein Werksteam mit den beiden schwedischen Spitzenfahrern Kent Andersson und Börje Jansson. Kent Andersson, der als Einziger sein Rennmotorrad nicht selbst bezahlen musste, wechselte nach schnellen Anfangserfolgen auf Maico zu Yamaha und baute seine Karriere mit mehreren WM-Titeln aus. Börje Jansson wurde bis Ende 1973 vierfacher Grand-Prix-Sieger und kam mit dem auf Wasserkühlung weiter entwickelten Sechsgang-Werksmotorrad 1970 und 1971 auf den dritten Platz in der WM-Schlusswertung.
Trotz der starken internen Konkurrenz bei Maico errang Toni Gruber weiter achtbare Erfolge (siehe Übersicht) und hatte fahrerseitig an der Weiterentwicklung des Erfolgsmodells (genannt „Schwabenpfeil“ und „Gelbe Gefahr“) seinen Anteil.
Die Einzylinder-Maico RS2 hielt allerdings dem Konkurrenzdruck der leistungsstärkeren Mehrzylindermaschinen von Yamaha, Morbidelli, Derbi und Malanca auf Dauer nicht stand. Die kurze, aber erfolgreiche Rennsportgeschichte ging nach neun Jahren zu Ende. Maico zog sich aus dem Rennsport zurück. Der Entwicklungsingenieur Günther Schier machte sich selbständig baute ein heute aus mehreren Firmen in verschiedenen europäischen Ländern bestehendes Ingenieurhaus im Kraftfahrzeugzuliefergewerbe auf.

### Nach der Rennfahrerkarriere
1972 beendete Toni Gruber seine zehnjährige Rennkarriere, blieb aber dem Motorrad als Unternehmer verbunden. Sein Motorradhaus im elterlichen Anwesen mitten in Weiler mit der außergewöhnlichen Vertretungskombination Honda-Yamaha (in der Zeit, als man das Motorradfahren als Freizeitvergnügen neu entdeckte, war das noch möglich) entwickelte sich schnell. In dem modernen, dreistöckigen Geschäftshaus mit rund 1.000 Quadratmetern Ausstellungs- und Lagerfläche einschließlich Werkstatt hat sich auch Platz für ein kleines Toni-Gruber-Motorradrennsportmuseum mit seinen Diplomen, Pokalen, Zeitungsartikeln und seinen Rennmaschinen gefunden.
Im Winter 2006 übergab Toni Gruber das Unternehmen seinen Sohn Ralph (selbst Enduro-Rennfahrer), der im väterlichen Betrieb lernte und aufwuchs, stand ihm aber weiterhin mit Rat und Tat zur Seite.

Toni Grubers Motorsportmuseum
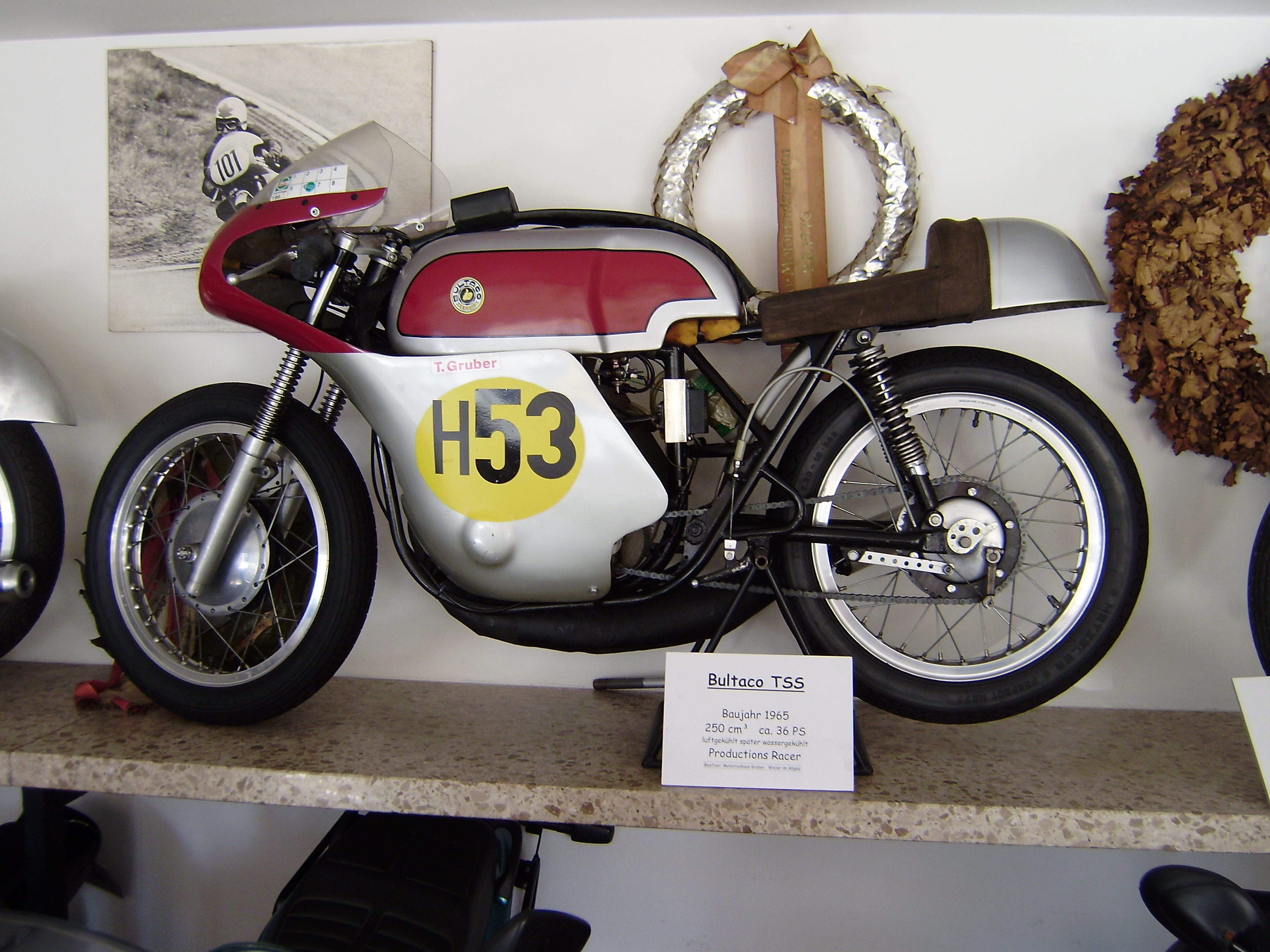
Bultaco TSS 250 cm³ Rennen 1966–1968
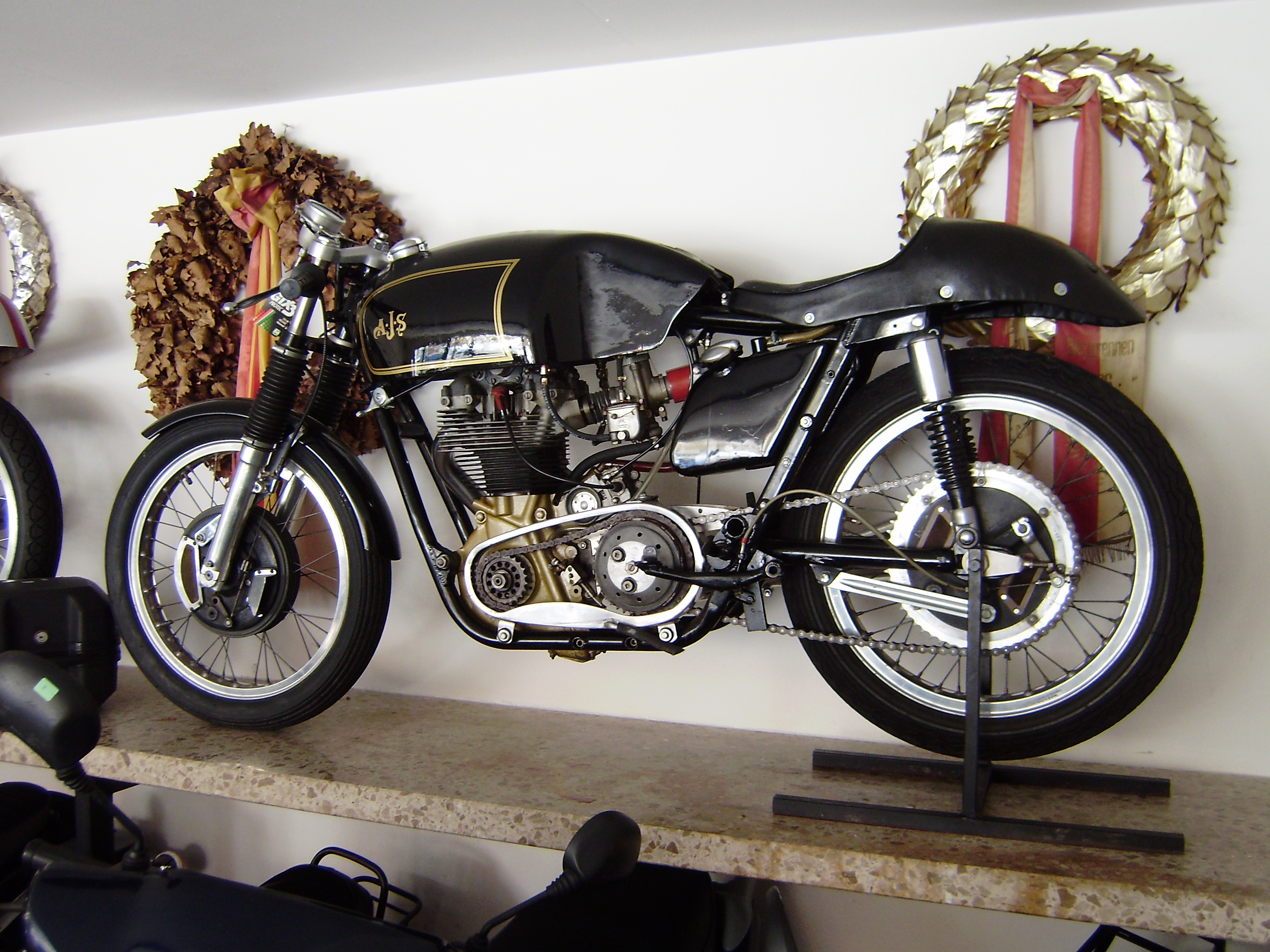
AJS 350 cm³ 7R von 1962
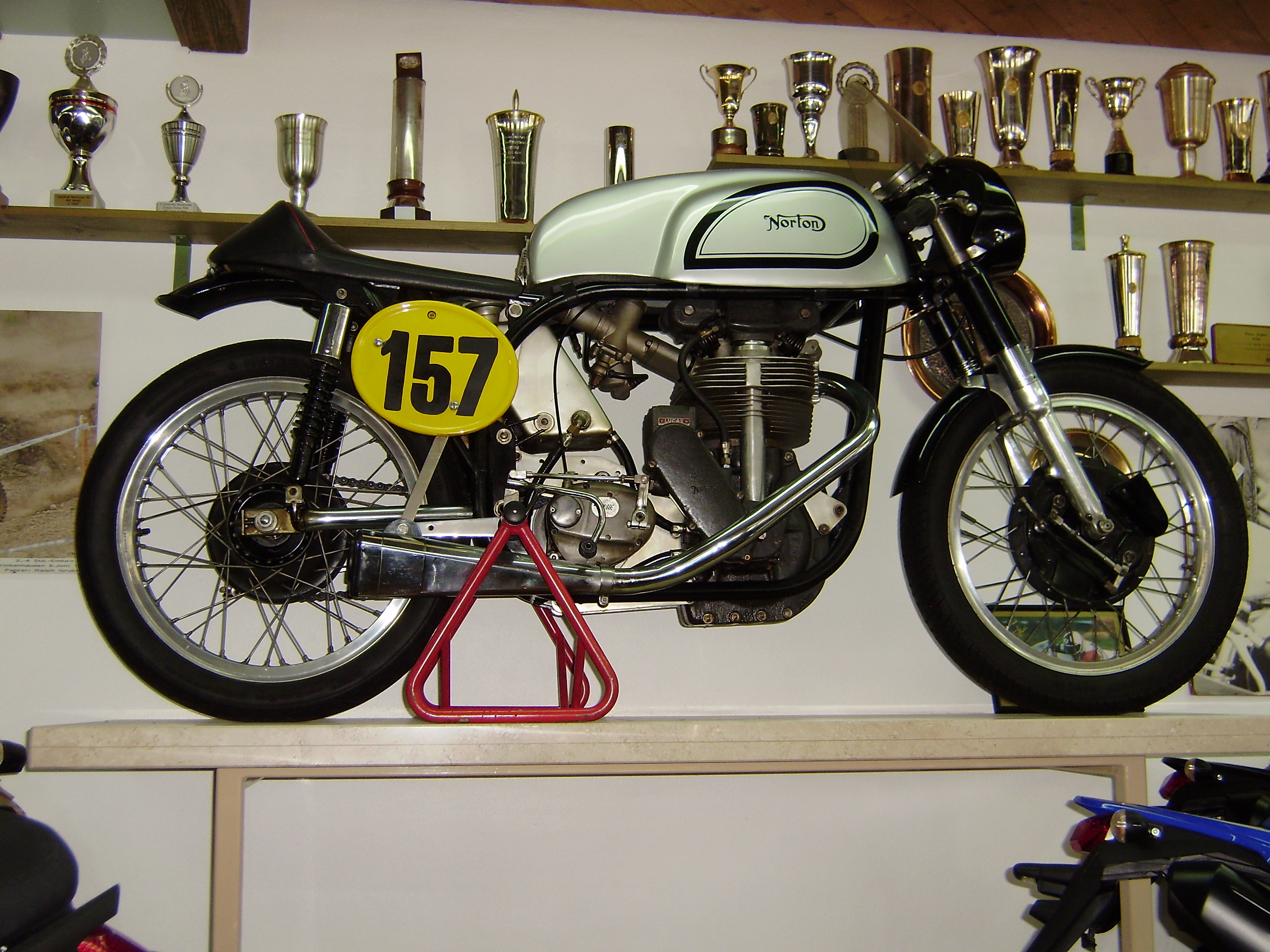
Norton
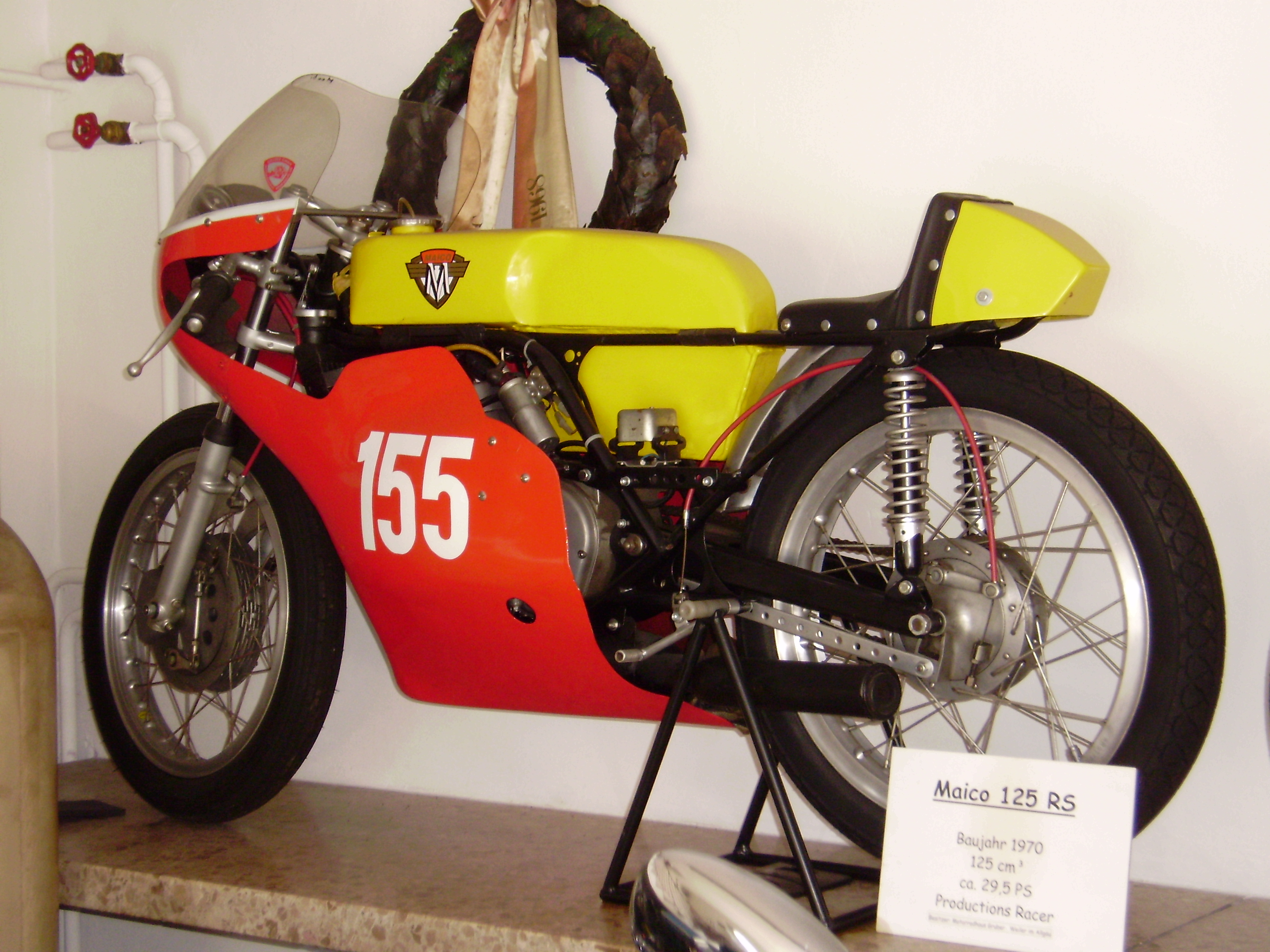
Maico 125 RS Rennen 1958–1973

## Platzierungen (Auswahl)
- 4. Platz 1964 Berliner (AVUS) auf 250 cm³ NSU Sportmax (zweites Rennen; Schnellster im Training)
- x. Platz 1964 Nürburgring 250 cm³ (Eifel Pokal Rennen), Ausfall
- 1. Platz 1966 Bremerhaven (Fischereihafenrennen) auf 250 cm³ Bultaco
- 1. Platz 1966 Stadtsteinach auf 250 cm³ Bultaco
- 1. Platz 1966 Hockenheim auf 250 cm³ Bultaco
- 1. Platz 1966 Bamberg auf 250 cm³ Bultaco
- 1. Platz 1966 Hockenheim auf 250 cm³ Yamaha (Herbst-Pokal-Rennen)
- 1. Platz 1966 Juniorenmeister in der 250-cm³-Klasse
- 1. Platz 1967 Mainz-Finthen auf 350 cm³ Bultaco (Flugplatz Rundstreckenrennen)
- 1. Platz 1968 Stadtsteinach auf 250 cm³ Bultaco
- 1. Platz 1968 Salzburg Grödig auf 125 cm³ Maico MD 125 RS2 (internationales Rennen)
- 1. Platz 1968 Nova Gorica in Jugoslawien auf 125 cm³ Maico MD 125 RS2 (internationales Rennen)
- 5. Platz 1969 Hockenheim in der 250-cm³-Klasse (Weltmeisterschaftslauf)
- 1. Platz 1970 Salzburgring auf 125 cm³ Maico
- 2. Platz 1970 Deutscher Vizemeister auf 125 cm³ Maico
- 6. Platz 1970 Weltmeisterschaft 125 cm³ Maico
- 2. Platz 1971 Hockenheim auf 125 cm³ Maico (Großer Preis von Hockenheim) und damit Deutscher Vizemeister
- x. Platz 1971 Sachsenring auf 125 cm³ Maico (Weltmeisterschaftslauf)
- 11. Platz 1971 Weltmeisterschaft auf 125 cm³ Maico
- x. Platz 1971 Nürburgring auf 350 cm³ Yamaha TD 3
- 4. Platz 1972 Hockenheim auf 125 cm³ Maico (Weltmeisterschaftslauf)
- 1. Platz 1973 Stadtsteinach auf 125 cm³ Maico (Bergrennen)

| WM-Jahr | Klasse  | Marke  | Rang | WM-Lauf         | Rennstrecke       | Platz |
| ------- | ------- | ------ | ---- | --------------- | ----------------- | ----- |
| 1969    | 250 cm³ | Yamaha | 26   | GP Deutschland  | Hockenheim        | 5     |
| 1970    | 125 cm³ | Maico  | 6    | GP Deutschland  | Hockenheim        | 4     |
| 1970    | 125 cm³ | Maico  | 6    | GP Frankreich   | Le Mans           | 5     |
| 1970    | 125 cm³ | Maico  | 6    | GP Jugoslawien  | Opatija           | 8     |
| 1970    | 125 cm³ | Maico  | 6    | Dutch TT        | Assen             | 5     |
| 1970    | 125 cm³ | Maico  | 6    | GP Belgien      | Spa-Francorchamps | 4     |
| 1970    | 125 cm³ | Maico  | 6    | GP der Nationen | Imola             | 9     |
| 1970    | 250 cm³ | Yamaha | 41   | GP Belgien      | Spa-Francorchamps | 9     |
| 1971    | 125 cm³ | Maico  | 11   | GP Deutschland  | Hockenheim        | 4     |
| 1971    | 125 cm³ | Maico  | 11   | Dutch TT        | Assen             | 6     |
| 1971    | 125 cm³ | Maico  | 11   | GP Schweden     | Anderstorp        | 6     |
| 1971    | 125 cm³ | Maico  | 11   | GP der Nationen | Imola             | 8     |